# シャクティ派

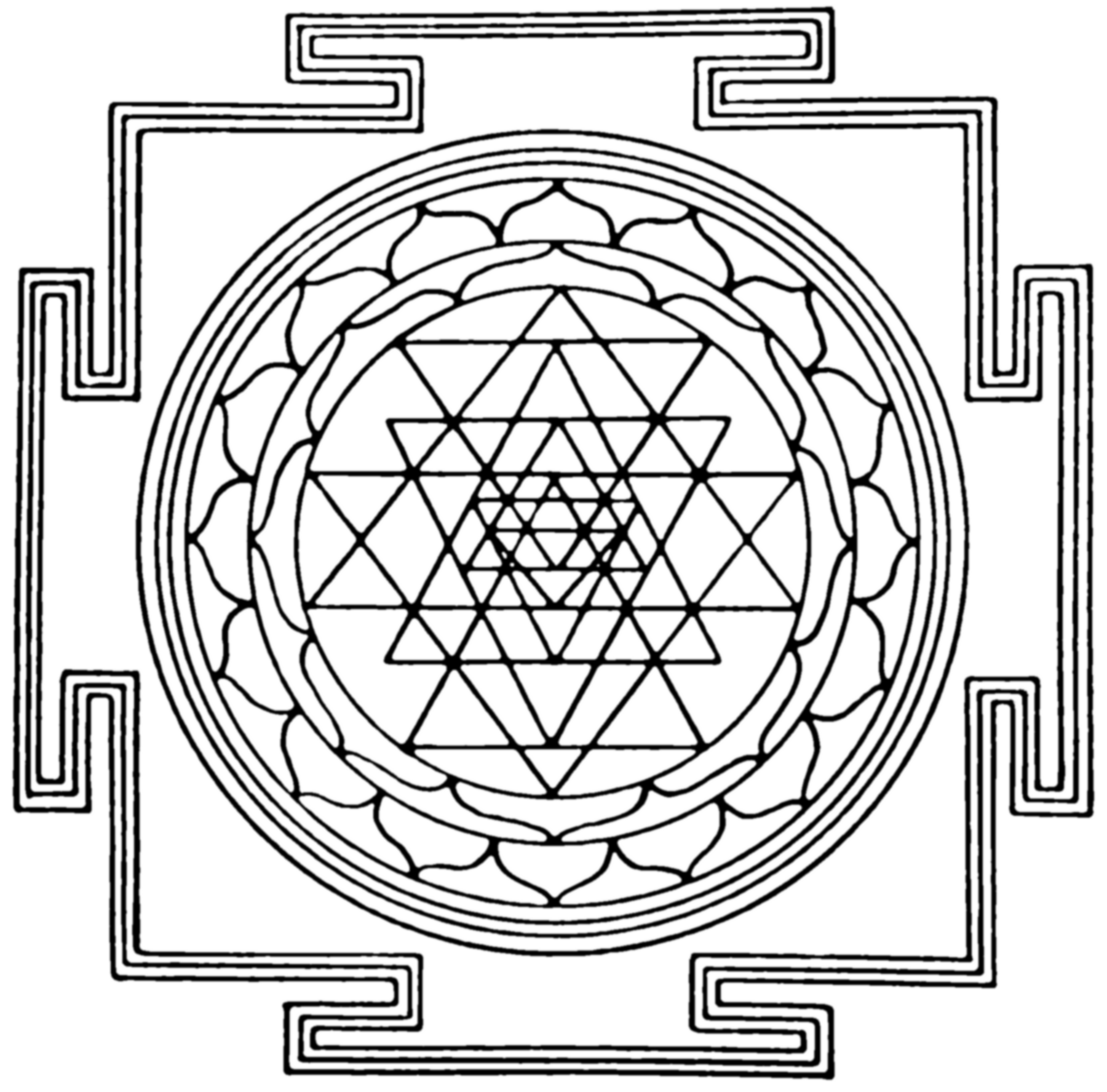
シュリ―・ヴィディヤー派の宇宙図・ヤントラ（儀礼の道具）。上向きの4つの三角形は宇宙の男性原理・シヴァ神を、下向きの5つの三角形は女性原理・シャクティを象徴し、両者の合一が表示されている。

シャクティ派（性力派, シャークタ派）は、ヒンドゥー教における宗派の1つ。
「シャクティ」とは「エネルギー、力」とりわけ「性力」を意味する。
シヴァ派から派生した宗派で、シヴァ神の妃の性力（シャクティ）に対する崇拝を特徴とする。
ヨーガが依拠するチャクラ理論において、会陰（肛門と性器の狭間）にあるチャクラ「ムーラーダーラ」に眠るシャクティ（性力）のことを「クンダリニー」と呼ぶが、これは伝統的にはシヴァ神の妃と同一視され、「とぐろを巻いた蛇」として表現される。（そして、シヴァ神の座所である頭頂のチャクラ「サハスラーラ」へとその蛇を上昇させて行き、合一させることが目指される。）
このように、シャクティ派は、ヨーガの実践やチャクラ理論との結び付きが強く、タントラ教（タントリズム。タントラが密教と日本語訳される事もしばしばある様に、密教との厳密な区別は難しい）の方法論の基盤となっている。日本密教においても理趣経にその影響が見られ、特に後期密教には大きな影響を与えている。